# Stephen Kenny
Stephen Kenny (Dublino, 30 ottobre 1971) è un allenatore di calcio irlandese.

## Statistiche

### Statistiche da allenatore

#### Club
| Squadra              | Paese                       | Da               | A                 | Statistiche | Statistiche | Statistiche | Statistiche | Statistiche |
| Squadra              | Paese                       | Da               | A                 | G           | V           | P           | U           | %Vittoria   |
| -------------------- | --------------------------- | ---------------- | ----------------- | ----------- | ----------- | ----------- | ----------- | ----------- |
| Bohemian             | Irlanda (bandiera)          | 2001             | 2004              | 96          | 49          | 29          | 18          | 51.04       |
| Derry City           | Irlanda del Nord (bandiera) | 2004             | 2006              | 112         | 65          | 29          | 18          | 58.03       |
| Dunfermline Athletic | Scozia (bandiera)           | 13 novembre 2006 | 4 dicembre 2007   | 50          | 15          | 24          | 11          | 30.00       |
| Derry City           | Irlanda del Nord (bandiera) | 28 dicembre 2007 | 24 dicembre 2011  | 165         | 88          | 42          | 65          | 53.33       |
| Shamrock Rovers      | Irlanda (bandiera)          | 1º gennaio 2012  | 11 settembre 2012 | 31          | 15          | 11          | 5           | 48.38       |
| Dundalk              | Irlanda (bandiera)          | 21 novembre 2012 | 24 novembre 2018  | 288         | 193         | 43          | 52          | 67.01       |

G = giocate; V = vinte; P = perse; U = pareggiate

#### Nazionale irlandese
| Squadra | Naz                | dal           | all'             | Record | Record | Record | Record     | Record | Record | Record | Record |
| G       | V                  | N             | P                | GF     | GS     | DR     | % Vittorie |        |        |        |        |
| ------- | ------------------ | ------------- | ---------------- | ------ | ------ | ------ | ---------- | ------ | ------ | ------ | ------ |
| Irlanda | Irlanda (bandiera) | 4 aprile 2020 | 22 novembre 2023 | 40     | 11     | 11     | 18         | 49     | 45     | +4     | 27,50  |

#### Nazionale irlandese nel dettaglio
| 2020             | Irlanda        | Nations League 2020-2021 | 3° nel gruppo 4 della Lega B     | 6  | 0  | 3  | 3  | &0,00 | 1  | 4  | -3 |
| ott. 2020        | Irlanda        | Qual. Euro 2020          | Play-off, non qualificato        | 1  | 0  | 0  | 1  | &0,00 | 2  | 4  | -2 |
| 2021             | Irlanda        | Qual. Mondiale 2022      | 3° nel gruppo A, non qualificato | 8  | 2  | 3  | 3  | 25,00 | 11 | 8  | +3 |
| 2022             | Irlanda        | Nations League 2022-2023 | 3° nel 1 gruppo della Lega B     | 6  | 2  | 1  | 3  | 33,33 | 8  | 7  | +1 |
| 2023             | Irlanda        | Qual. Euro 2024          | 4° nel gruppo B, non qualificato | 8  | 2  | 0  | 6  | 25,00 | 9  | 10 | -1 |
| Dal 2020 al 2023 | Irlanda        | Amichevoli               |                                  | 11 | 5  | 4  | 2  | 45,45 | 18 | 12 | +6 |
| Totale Irlanda   | Totale Irlanda | Totale Irlanda           | Totale Irlanda                   | 40 | 11 | 11 | 18 | 27,50 | 49 | 45 | +4 |

#### Panchine da commissario tecnico della nazionale irlandese
| Cronologia completa delle presenze e delle reti in nazionale ― Irlanda | Cronologia completa delle presenze e delle reti in nazionale ― Irlanda | Cronologia completa delle presenze e delle reti in nazionale ― Irlanda | Cronologia completa delle presenze e delle reti in nazionale ― Irlanda | Cronologia completa delle presenze e delle reti in nazionale ― Irlanda | Cronologia completa delle presenze e delle reti in nazionale ― Irlanda | Cronologia completa delle presenze e delle reti in nazionale ― Irlanda | Cronologia completa delle presenze e delle reti in nazionale ― Irlanda |
| Data                                                                   | Città                                                                  | In casa                                                                | Risultato                                                              | Ospiti                                                                 | Competizione                                                           | Reti                                                                   | Note                                                                   |
| ---------------------------------------------------------------------- | ---------------------------------------------------------------------- | ---------------------------------------------------------------------- | ---------------------------------------------------------------------- | ---------------------------------------------------------------------- | ---------------------------------------------------------------------- | ---------------------------------------------------------------------- | ---------------------------------------------------------------------- |
| 3-9-2020                                                               | Sofia                                                                  | Bulgaria                                                               | 1 – 1                                                                  | Irlanda                                                                | UEFA Nations League 2020-2021 - Lega B                                 | Shane Duffy                                                            | Cap: S.Duffy                                                           |
| 6-9-2020                                                               | Dublino                                                                | Irlanda                                                                | 0 – 1                                                                  | Finlandia                                                              | UEFA Nations League 2020-2021 - Lega B                                 | -                                                                      | Cap: S.Duffy                                                           |
| 8-10-2020                                                              | Bratislava                                                             | Slovacchia                                                             | 0 – 0 dts (4 - 2 dtr)                                                  | Irlanda                                                                | Qual. Euro 2020                                                        | -                                                                      | Cap: S.Duffy                                                           |
| 11-10-2020                                                             | Dublino                                                                | Irlanda                                                                | 0 – 0                                                                  | Galles                                                                 | UEFA Nations League 2020-2021 - Lega B                                 | -                                                                      | Cap: S.Duffy                                                           |
| 14-10-2020                                                             | Helsinki                                                               | Finlandia                                                              | 1 – 0                                                                  | Irlanda                                                                | UEFA Nations League 2020-2021 - Lega B                                 | -                                                                      | Cap: S.Duffy                                                           |
| 12-11-2020                                                             | Londra                                                                 | Inghilterra                                                            | 3 – 0                                                                  | Irlanda                                                                | Amichevole                                                             | -                                                                      | Cap: S.Duffy                                                           |
| 15-11-2020                                                             | Cardiff                                                                | Galles                                                                 | 1 – 0                                                                  | Irlanda                                                                | UEFA Nations League 2020-2021 - Lega B                                 | -                                                                      | Cap: S.Duffy                                                           |
| 18-11-2020                                                             | Dublino                                                                | Irlanda                                                                | 0 – 0                                                                  | Bulgaria                                                               | UEFA Nations League 2020-2021 - Lega B                                 | -                                                                      | Cap: S.Duffy                                                           |
| 24-3-2021                                                              | Belgrado                                                               | Serbia                                                                 | 3 – 2                                                                  | Irlanda                                                                | Amichevole                                                             | Alan Browne James Collins                                              | Cap: S.Coleman                                                         |
| 27-3-2021                                                              | Dublino                                                                | Irlanda                                                                | 0 – 1                                                                  | Lussemburgo                                                            | Amichevole                                                             | -                                                                      | Cap: S.Coleman                                                         |
| 30-3-2021                                                              | Debrecen                                                               | Qatar                                                                  | 1 – 1                                                                  | Irlanda                                                                | Amichevole                                                             | James McClean                                                          | Cap: S.Coleman                                                         |
| 3-6-2021                                                               | Andorra la Vella                                                       | Andorra                                                                | 1 – 4                                                                  | Irlanda                                                                | Amichevole                                                             | 2 Troy Parrott Jason Knight Daryl Horgan                               | Cap: J.Egan                                                            |
| 8-6-2021                                                               | Budapest                                                               | Ungheria                                                               | 0 – 0                                                                  | Irlanda                                                                | Amichevole                                                             | -                                                                      | Cap: J.Egan                                                            |
| 1-9-2021                                                               | Faro                                                                   | Portogallo                                                             | 2 – 1                                                                  | Irlanda                                                                | Qual. Mondiali 2022                                                    | John Egan                                                              | Cap: S.Coleman                                                         |
| 4-9-2021                                                               | Dublino                                                                | Irlanda                                                                | 1 – 1                                                                  | Azerbaigian                                                            | Qual. Mondiali 2022                                                    | Shane Duffy                                                            | Cap: S.Coleman                                                         |
| 7-9-2021                                                               | Dublino                                                                | Irlanda                                                                | 1 – 1                                                                  | Serbia                                                                 | Qual. Mondiali 2022                                                    | autorete                                                               | Cap: S.Duffy                                                           |
| 9-10-2021                                                              | Baku                                                                   | Azerbaigian                                                            | 0 – 3                                                                  | Irlanda                                                                | Qual. Mondiali 2022                                                    | 2 Callum Robinson Chiedozie Ogbene                                     | Cap: J.Egan                                                            |
| 12-10-2021                                                             | Dublino                                                                | Irlanda                                                                | 4 – 0                                                                  | Qatar                                                                  | Amichevole                                                             | 3 Callum Robinson (1 rig.) Shane Duffy                                 | Cap: S.Duffy                                                           |
| 11-11-2021                                                             | Dublino                                                                | Irlanda                                                                | 0 – 0                                                                  | Portogallo                                                             | Qual. Mondiali 2022                                                    | -                                                                      | Cap: S.Coleman                                                         |
| 14-11-2021                                                             | Lussemburgo                                                            | Lussemburgo                                                            | 0 – 3                                                                  | Irlanda                                                                | Qual. Mondiali 2022                                                    | Shane Duffy Chiedozie Ogbene Callum Robinson                           | Cap: S.Coleman                                                         |
| 26-3-2022                                                              | Dublino                                                                | Irlanda                                                                | 2 – 2                                                                  | Belgio                                                                 | Amichevole                                                             | Chiedozie Ogbene Alan Browne                                           | Cap: S.Coleman                                                         |
| 29-3-2022                                                              | Dublino                                                                | Irlanda                                                                | 1 – 0                                                                  | Lituania                                                               | Amichevole                                                             | Troy Parrott                                                           | Cap: J.Egan                                                            |
| 4-6-2022                                                               | Erevan                                                                 | Armenia                                                                | 1 – 0                                                                  | Irlanda                                                                | UEFA Nations League 2020-2021 - Lega B                                 | -                                                                      | Cap: S.Coleman                                                         |
| 8-6-2022                                                               | Dublino                                                                | Irlanda                                                                | 0 – 1                                                                  | Ucraina                                                                | UEFA Nations League 2020-2021 - Lega B                                 | -                                                                      | Cap: S.Duffy                                                           |
| 11-6-2022                                                              | Dublino                                                                | Irlanda                                                                | 3 – 0                                                                  | Scozia                                                                 | UEFA Nations League 2020-2021 - Lega B                                 | Alan Browne Troy Parrott Michael Obafemi                               | Cap: J.Egan                                                            |
| 14-6-2022                                                              | Łódź                                                                   | Ucraina                                                                | 1 – 1                                                                  | Irlanda                                                                | UEFA Nations League 2020-2021 - Lega B                                 | Nathan Collins                                                         | Cap: J.McClean                                                         |
| 24-9-2022                                                              | Glasgow                                                                | Scozia                                                                 | 2 – 1                                                                  | Irlanda                                                                | UEFA Nations League 2020-2021 - Lega B                                 | John Egan                                                              | Cap: J.Egan                                                            |
| 27-9-2022                                                              | Dublino                                                                | Irlanda                                                                | 3 – 2                                                                  | Armenia                                                                | UEFA Nations League 2020-2021 - Lega B                                 | John Egan Michael Obafemi Robbie Brady (rig.)                          | Cap: J.Egan                                                            |
| 17-11-2022                                                             | Dublino                                                                | Irlanda                                                                | 1 – 2                                                                  | Norvegia                                                               | Amichevole                                                             | Alan Browne                                                            | Cap: J.Egan                                                            |
| 20-11-2022                                                             | Ta' Qali                                                               | Malta                                                                  | 0 – 1                                                                  | Irlanda                                                                | Amichevole                                                             | Callum Robinson                                                        | Cap: S.Coleman                                                         |
| 22-3-2023                                                              | Dublino                                                                | Irlanda                                                                | 3 – 2                                                                  | Lettonia                                                               | Amichevole                                                             | Callum O'Dowda Evan Ferguson Chiedozie Ogbene                          | Cap: M.Doherty                                                         |
| 27-3-2023                                                              | Dublino                                                                | Irlanda                                                                | 0 – 1                                                                  | Francia                                                                | Qual. Euro 2024                                                        | -                                                                      | Cap: S.Coleman                                                         |
| 16-6-2023                                                              | Atene                                                                  | Grecia                                                                 | 2 – 1                                                                  | Irlanda                                                                | Qual. Euro 2024                                                        | Nathan Collins                                                         | Cap: J.Egan                                                            |
| 19-6-2023                                                              | Dublino                                                                | Irlanda                                                                | 3 – 0                                                                  | Gibilterra                                                             | Qual. Euro 2024                                                        | Michael Johnston Evan Ferguson Adam Idah                               | Cap: J.Egan                                                            |
| 7-9-2023                                                               | Parigi                                                                 | Francia                                                                | 2 – 0                                                                  | Irlanda                                                                | Qual. Euro 2024                                                        | -                                                                      | Cap: J.Egan                                                            |
| 10-9-2023                                                              | Dublino                                                                | Irlanda                                                                | 1 – 2                                                                  | Paesi Bassi                                                            | Qual. Euro 2024                                                        | Adam Idah                                                              | Cap: J.Egan                                                            |
| 13-10-2023                                                             | Dublino                                                                | Irlanda                                                                | 0 – 2                                                                  | Grecia                                                                 | Qual. Euro 2024                                                        | -                                                                      | Cap: J.Egan                                                            |
| 16-10-2023                                                             | Faro                                                                   | Gibilterra                                                             | 0 – 4                                                                  | Irlanda                                                                | Qual. Euro 2024                                                        | Evan Ferguson Michael Johnston Matt Doherty Callum Robinson            | Cap: J.Egan                                                            |
| 18-11-2023                                                             | Amsterdam                                                              | Paesi Bassi                                                            | 1 – 0                                                                  | Irlanda                                                                | Qual. Euro 2024                                                        | -                                                                      | Cap: J.Egan                                                            |
| 21-11-2023                                                             | Dublino                                                                | Irlanda                                                                | 1 – 1                                                                  | Nuova Zelanda                                                          | Amichevole                                                             | Adam Idah                                                              | Cap: S.Duffy                                                           |
| Totale                                                                 |                                                                        | Presenze                                                               | 40                                                                     |                                                                        | Reti                                                                   | 49                                                                     |                                                                        |

## Palmarès

### Allenatore

#### Competizioni nazionali
- Campionato irlandese: 5

Bohemians: 2002-2003
Dundalk: 2014, 2015, 2016, 2018
- Coppa d'Irlanda: 3

Derry City: 2006
Dundalk: 2015, 2018
- Coppa di Lega irlandese: 5

Derry City: 2005, 2006, 2008
Dundalk: 2014, 2017
- Supercoppa d'Irlanda: 1

Dundalk: 2015